# François Tabar
François Germain Léopold Tabar (16. ledna 1819 Paříž – 29. března 1869 Argenteuil) byl francouzský malíř.
Tabar byl žákem Paula Delarocheho a specializoval se na malbu historických témat. Vystavoval na Salonu roku 1859.

## Dílo
- Épisode de la campagne d'Égypte, Muzeum výtvarného umění v Bordeaux
- Guerre de Crimée, attaque d'avant-poste, 1859
- Guerre de Crimée, fourrageurs, 1859
- La Roche-fauve (Dauphiné), 1859
- Le Supplice de Brunehaut, Muzeum výtvarného umění v Rouenu
- Paysage, Marseille, Muzeum Grobet-Labadié
- Scène de la guerre de Crimée, 1854, Compiègne